# Асти (град)
Вижте пояснителната страница за други значения на Асти.
Асти (на италиански: Asti, на пиемонтски Ast, Аст) е град в Северна Италия.

## География
Градът е разположен на река Танаро в едноименната провинция Асти на област (регион) Пиемонт. Население към 1 януари 2010 г. 75 910 жители.

## История
Първите сведения за града датират като селище от 89 г. пр.н.е..

## Архитектура
Една от архитектурните забележителности на града е катедралата.

## Икономика
Асти е известен с производството на червени вина.

## Спорт
Представителният футболен отбор на града се казва АК Асти.

## Личности
Родени
- Виторио Алфиери (1749 – 1803), италиански писател
- Сандро Салвадоре (1939 – 2007), италиански футболист